# Монгайм-ам-Райн
Монгайм-ам-Райн (нім. Monheim am Rhein) — місто в Німеччині, у землі Північний Рейн-Вестфалія. Підпорядковується адміністративному округу Дюссельдорф. Входить до складу району Меттман.
Площа — 23,1 км2. Населення становить 41 279 ос. (станом на 31 грудня 2020).

## Відомі люди
Уродженці
- Ян-Ґреґор Кремп — німецький актор театру, кіно та телебачення.

Мешканці
- Францішек Бьом — римо-католицький священик.[2]